# Cendrillon (1899)
Cendrillon is een Franse stomme film uit 1899. De film werd geregisseerd door Georges Méliès.
De film vertelt het sprookje van Assepoester in de versie van de Franse schrijver Charles Perrault.

Méliès zal het thema van Assepoester in 1912 nogmaals gebruiken in zijn film Cendrillon ou la pantoufle mystérieuse.
Cendrillon was de eerste film van Méliès met meerdere scènes en was zijn eerste groot succes. De ontwerpen van de decors waren geïnspireerd op de tekeningen van Gustave Doré in het boek van Perrault. De film werd gekocht door Albert E. Smith (Vitagraph Company), met de hand ingekleurd en vertoond in de Verenigde Staten eind 1899.

## Rolverdeling
De acteurs in de films van Méliès werden niet opgelijst. De volgende lijst is gebaseerd op identificaties door anderen:
| Acteur              | Personage                            |
| ------------------- | ------------------------------------ |
| Mademoiselle Barral | Assepoester                          |
| Jeanne d'Alcy       | de fee                               |
| Georges Méliès      | de geest in de klok en de hellebaard |
| Bleuette Bernon     |                                      |